# Supremație albă
Supremația albă sau supremațismul alb este credința rasistă că oamenii albi sunt superiori celor din alte rase și, prin urmare, ar trebui să le domine pe acestea. Supremația albă are rădăcini în rasismul științific⁠(d) și se bazează adesea pe argumente pseudoștiințifice. Ca și majoritatea mișcărilor similare, cum ar fi neonazismul, supremațiștii albi se opun de regulă membrilor altor rase, precum și evreilor. 
Termenul este folosit și pentru a descrie o ideologie politică care perpetuează și menține dominația socială, politică, istorică⁠(d) sau instituțională⁠(d) a albilor (așa cum evidențiază structurile sociopolitice istorice și contemporane, cum ar fi comerțul cu sclavi din Atlantic, legile Jim Crow din Statele Unite, și apartheidul din Africa de Sud).   Diferitele forme de supremațism alb au prezentat concepții diferite despre cine este considerat alb, iar diferite grupuri de supremațiști albi identifică diverse grupuri rasiale și culturale ca fiind inamicul lor primar.
În utilizarea academică, în special în utilizarea care se bazează pe teoria rasială critică⁠(d) sau intersecționalitate, termenul „supremație albă“ se poate referi și la un sistem politic sau socio-economic în care oamenii albi se bucură de un avantaj structural (privilegiu⁠(d)) asupra altor grupuri etnice, atât la un nivel colectiv cât și individual. 

## Istorie
Supremația albă are fundații ideologice care datează din rasismul științific⁠(d) al secolului al XVII-lea, paradigma predominantă a variației umane care a contribuit la formarea relațiilor internaționale și a politicii rasiale din ultima parte a epocii iluministe până la sfârșitul secolului al XX-lea (marcată de decolonizare și abolirea apartheidului din Africa de Sud în 1991, urmată de primele alegeri multirasiale⁠(d) din această țară în 1994). 

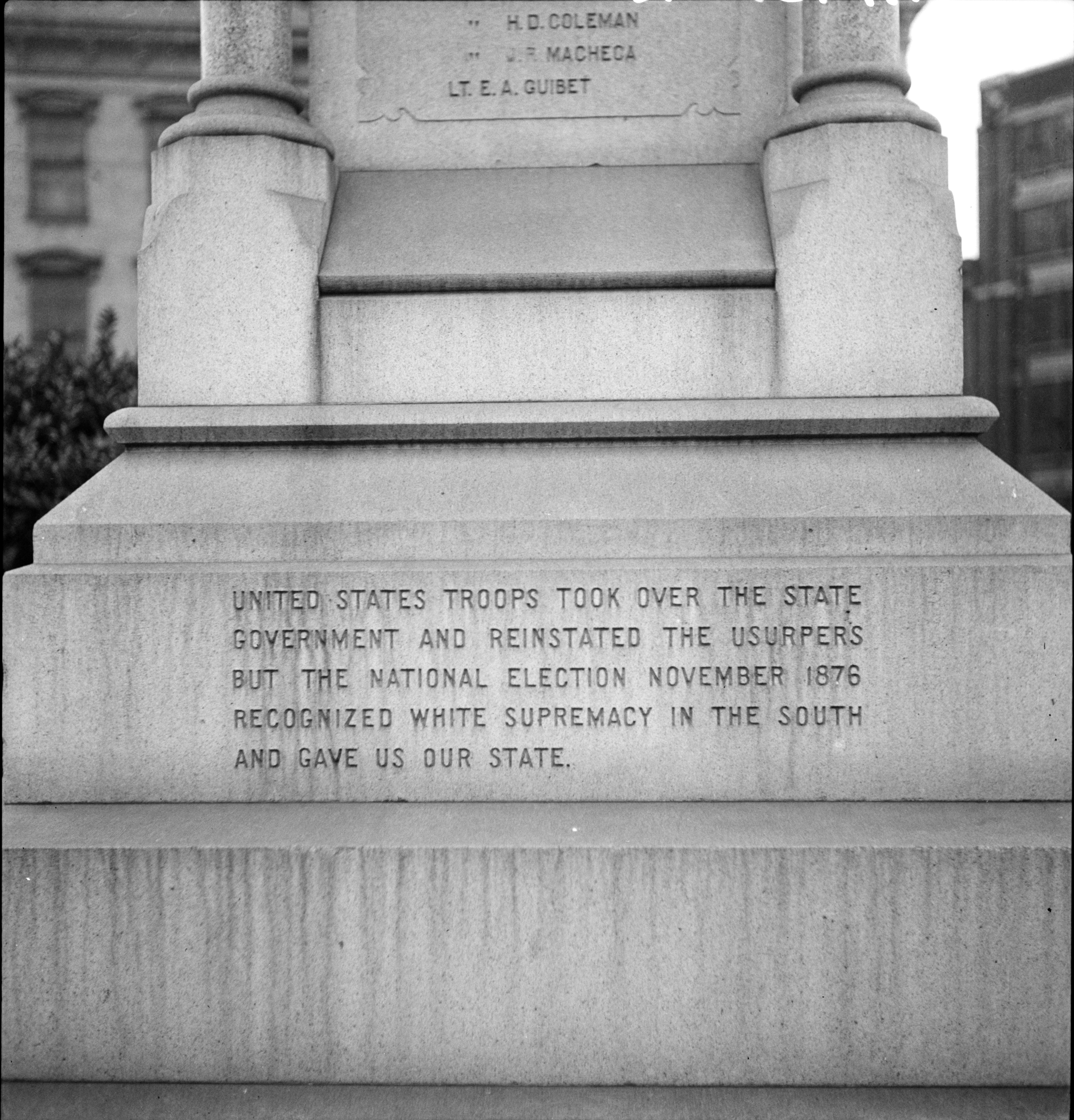
din Louisiana a fost ridicat în 1891 de către guvernul de la New Orleans, dominat de albi. O inscripție adăugată în 1932 afirmă că „recunosc supremația albilor în Sud și ne-au dat statul nostru”. Ea a fost eliminată în 2017 și pusă la depozit.

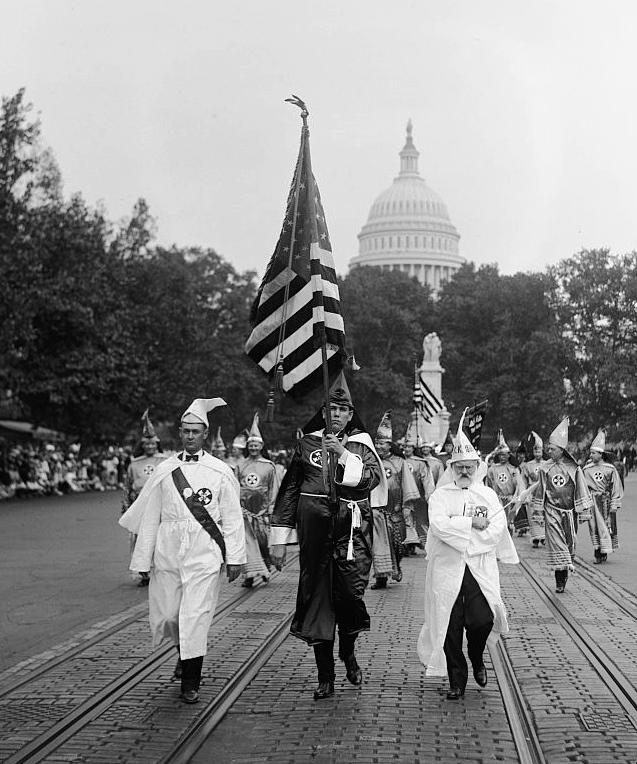
Paradă Ku Klux Klan în Washington, DC în 1926

### Statele Unite
Supremația albă a fost dominantă în Statele Unite atât înainte, cât și după Războiul Civil American, și a persistat zeci de ani după Epoca de Reconstrucție. În Sudul antebelic⁠(d), aceasta includea exploatarea afro-americanilor în sclavie, în care patru milioane dintre aceștia au fost privați de libertate. Izbucnirea Războiului Civil a făcut ca dorința de a susține supremația albă să fie citată drept cauză a secesiunii statelor din Sud⁠(d) și a formării Statelor Confederate ale Americii.  Într-un editorial despre băștinașii americani scris în 1890, autorul L. Frank Baum scria: „albii, prin legea cuceririi⁠(d), prin dreptatea civilizațiilor, sunt stăpâni ai continentului american, iar cea mai bună siguranță a așezărilor de frontieră va fi asigurată prin annihilarea totală a celor câțiva indieni rămași.”
În unele părți ale Statelor Unite, mulți oameni care erau considerați nealbi au fost privați de drepturi⁠(d), li s-a interzis accestul în funcții guvernamentale și erau împiedicați să ocupe vreunul din cele mai multe locuri de muncă guvernamentale în a doua jumătate a secolului al XX-lea.  Profesorul Leland T. Saito de la Universitatea Californiei de Sud scrie: „de-a lungul istoriei Statelor Unite, rasa a fost folosită de albi pentru legitimarea și crearea de diferențe și pentru excluziunea socială, economică și politică”. Legea de naturalizare din 1790⁠(d) limita cetățenia SUA doar la albi.
Refuzarea libertăților sociale și politice minorităților a continuat până la mijlocul secolului al XX-lea, ducând la mișcarea pentru drepturi civile⁠(d). Sociologul Stephen Klineberg a declarat că legile americane privind imigrația, dinainte de 1965, declarau în mod clar că „europenii nordici sunt o subspecie superioară a rasei albe”. Legea privind imigrația și cetățenia din 1965⁠(d) a deschis accesul în SUA și altor imigranți decât grupurile germanice și nord-europene primite în mod tradițional, și a modificat în mod semnificativ compoziția demografică a SUA. Multe state americane au interzis căsătoriile interrasiale⁠(d) prin legi anti-miscegenare⁠(d) până în 1967, când aceste legi au fost invalidate prin decizia Curții Supreme a Statelor Unite în Loving v. Virginia⁠(d).  Aceste câștiguri de la mijlocul secolului au avut un impact major asupra viziunilor politice ale americanilor; segregarea și superioritatea rasială albă, care fuseseră aprobate în mod public în anii 1940, au devenit opinii minoritare în comunitatea albă până la mijlocul anilor 1970 și au continuat să scadă în sondajele din anii 1990 până la un procentaj de o singură cifră.  Pentru sociologul Howard Winant, aceste schimbări au marcat sfârșitul „supremației albe monolitice” în Statele Unite.
După mijlocul anilor 1960, supremația albă a rămas o ideologie importantă pentru extrema dreaptă americană⁠(d). Potrivit lui Kathleen Belew, un istoric al rasei și rasismului din Statele Unite⁠(d), militantismul alb s-a mutat după războiul din Vietnam la a susține ordinea rasială existentă într-o poziție mai radicală — auto-descrisă ca „putere albă” sau „naționalism alb” — angajată în răsturnarea guvernului Statelor Unite și în stabilirea unei patrii a albilor. Asemenea organizații și miliții anti-guvernamentale⁠(d) sunt una dintre cele trei componente majore ale mișcărilor violente de dreapta din Statele Unite, celelalte două fiind grupările alb-supremațiste (cum ar fi Ku Klux Klan, organizații neo-naziste și rasiști skinheads⁠(d)) și mișcările fundamentaliste religioase (cum ar fi Identitatea Creștină).  Howard Winant scrie că „în extrema dreaptă, piatra de temelie a identității albe este credința într-o diferență rasistă ineluctabilă, inalterabilă între albi și nealbi”. În opinia filozofului Jason Stanley⁠(d), supremația albă în Statele Unite este un exemplu al politicii fasciste a ierarhiei, prin aceea că „cere și implică o ierarhie perpetuă” în care albii îi domină și îi controlează pe nealbi.
Unii universitari susțin că rezultatele alegerilor prezidențiale din 2016 din Statele Unite reflectă provocările actuale cu supremația albă. Psihologul Janet Helms a sugerat că comportamentele normalizatoare ale instituțiilor sociale de educație, guvernare și asistență medicală sunt organizate în jurul „dreptului din naștere ... la puterea de a controla resursele societății și de a determina regulile pentru aceste resurse”. Educatorii, teoreticienii literari și alți experți politici au pus întrebări similare, legând scoaterea ca țap ispășitor a populațiilor private de drepturi cu ideile de superioritate a albilor.

#### Efectul mass-mediilor
Supremația albilor a fost descrisă în videoclipuri muzicale, filme de lung metraj, documentare, jurnale și pe media sociale. Filmul mut din 1915, Nașterea unei națiuni urmărea creșterea tensiunilor rasiale, economice, politice și geografice care au condus la proclamația de emancipare și la Epoca de Reconstrucție a Sudului, perioada de geneză a Ku Klux Klanului.  Aproape 100 de ani mai târziu, un film din 2016 cu același nume⁠(d) a fost lansat pentru a spune povestea Răscoalei de Sclavi a lui Nat Turner⁠(d). El relatează povestea sclavului alfabetizat Nat Turner și a luptei lui împotriva nedreptăților în relațiile dintre proprietarii de sclavi și sclavi.  Regizorul Nate Parker⁠(d) a declarat că a „revendicat acest titlu și l-a reproiectat ca pe un instrument de a contesta rasismul și supremația albă în America, pentru a inspira dispoziția la luptă împotriva oricărei nedreptăți în această țară (și peste hotare) și pentru a promova acest tip de confruntare onestă, care să galvanizeze societatea noastră spre vindecarea și schimbarea sistemică susținută”.
David Duke, fostul Grand Wizard al Ku Klux Klan, credea că Internetul urmează să creeze o „reacție în lanț a iluminării rasiale care va zdruncina lumea”. Jessie Daniels mai spunea că grupurile rasiste consideră Internetul ca o modalitate de a-și răspândi ideologiile, de a-i influența pe ceilalți și de a câștiga susținători. Jurnalistul Richard L. Hasen⁠(d) descrie o „latură întunecată” a social media: 
 Cu siguranță, au existat grupuri de ură înaintea Internetului și a mass-mediei sociale .  [Dar cu mediile sociale] devine mai ușor de organizat, de răspândit cuvântul, pentru ca oamenii să știe unde să meargă.  Ar putea fi să strângeți bani sau ar putea fi implicat în atacuri asupra social media.  Unele activități sunt virtuale.  Unele dintre ele se află într-un loc fizic.  Social media a redus problemele de acțiune colectivă pe care ar putea să le facă față indivizii care ar dori să fie într-un grup de ură.  Puteți vedea că există oameni acolo ca tine.  Aceasta este partea întunecată a social media.  
 Odată cu apariția Twitterului în 2006 și a unor platforme precum Stormfront⁠(d), care a fost lansată în 1996, a apărut un portal alt-right pentru supremațiștii albi cu credințe similare, atât adulți cât și copii, în care li se oferea o modalitate de a se conecta. Daniels a discutat despre apariția altor mijloace de informare socială, cum ar fi 4chan și Reddit, ceea ce înseamnă că „răspândirea simbolurilor și ideilor naționaliste albe ar putea fi accelerată și amplificată”. Sociologul Kathleen M. Blee⁠(d) constată că anonimatul oferit de Internet poate face dificilă urmărirea extinderii activității supremației albe în țară, dar cu toate acestea, ea și alți experți observă o creștere a numărului de crime motivate de ură și violență alb-supremațistă. În ultimul val de supremație albă, în epoca Internetului, Blee vede mișcarea ca devenind în primul rând una virtuală, în care diviziunile dintre grupuri devin neclare: „[Toate] aceste grupuri care se amestecă unul cu altul în alt-right și oamenii care au venit din lumea tradițională neo-nazistă. Suntem într-o lume foarte diferită acum.”
Un serial pe YouTube găzduit de nepotul lui Thomas Robb, directorul național al Cavalerilor Ku Klux Klan, „prezintă ideologia lui Klanului într-un format care vizează copiii — mai exact, copiii albi”. Episoadele scurte instigă împotriva amestecului rasial și glorifică alte ideologii alb-supremațiste. Un documentar scurt publicat de TRT descrie experiența lui Imran Garda, jurnalist de origine indiană, care s-a întâlnit cu Thomas Robb și cu un grup tradițional KKK. Un semn care întâmpină persoanele care intră în oraș afirmă că „Diversitatea este un cod pentru genocidul alb”.  Grupul KKK intervievat în documentar rezumă idealurile, principiile și convingerile sale, care sunt emblematice pentru supremațiștii albi din Statele Unite.

### Commonwealth-ul Britanic
În 1937, Winston Churchill spunea Comisiei Regale pentru Palestina⁠(d): „Nu recunosc, de exemplu, că s-ar fi făcut vreun mare rău indienilor roșii din America sau poporului negru din Australia. Nu recunosc că ar fi fost făcută vreo nedreptate acestor oameni prin faptul că o rasă mai puternică, de calitate mai bună, mai înțeleaptă lumește, ca să spun așa, a venit și le-a luat locul.” Istoricul britanic Richard Toye⁠(d), autorul cărții Churchill's Empire, a spus că „Churchill credea că oamenii albi sunt superiori”.

#### Africa de Sud
Mai multe popoare sud-africane au trecut prin tensiuni rasiale severe și printr-un conflict în decolonizarea⁠(d) globală, mai ales când albii africani de origine europeană⁠(d) s-au luptat pentru a-și proteja statutul social și politic privilegiat. Segregarea rasială în Africa de Sud a început în perioada colonială sub Imperiul Olandez și a continuat atunci când britanicii au preluat Capul Bunei Speranțe în 1795. Apartheidul a fost introdus ca politică oficială structurată de către Partidul Național⁠(d) afrikaner după alegerile generale din 1948. Legislația apartheidului a împărțit locuitorii în patru grupuri rasiale — „negri”, „albi”, „de culoare” și „indieni”, cei de culoare fiind împărțiți în alte sub-clasificări. În 1970, guvernul condus de afrikaneri a abolit reprezentarea politică a nealbilor⁠(d), iar începând cu acel an, negrii⁠(d) au fost privați de cetățenia sud-africană.  Africa de Sud a anulat apartheidul în 1991.

#### Rhodesia
În Rhodesia, un guvern predominant alb a emis propria declarație unilaterală de independență față de Regatul Unit în timpul unei încercări nereușite de a evita preluarea puterii de către majoritate.  În urma Războiului Civil din Rhodesia, dus de naționaliștii africani⁠(d), prim-ministrul rhodesian Ian Smith a acceptat reprezentarea politică birasială în 1978, iar statul a obținut recunoașterea Regatului Unit sub numele de Zimbabwe în 1980.

### Germania
Nazismul promova ideea unui popor germanic sau unei rase ariene în Germania, la începutul secolului al XX-lea. Noțiunile de supremație albă și superioritate rasială ariană au fost combinate în secolul al XIX-lea, supremațiștii albi menținând convingerea că oamenii albi sunt membri ai unei „rase magistrale” ariene superioară celorlalte rase, în special evreilor, care erau descriși ca „rasa semitică”, slavilor și țiganilor, pe care ei îi asociau cu „sterilitatea culturală”. Arthur de Gobineau⁠(d), un teoretician rasial și aristocrat francez, dădea vina pe căderea vechiului regim din Franța pentru degenerarea rasială cauzată de amestecul rasial, despre care el susținea că a distrus „puritatea” rasei nordice sau germanice. Teoriile lui Gobineau, care au avut mult succes în Germania, au subliniat existența unei polarități ireconciliabile între popoarele ariene sau germane și cultura evreiască.
Ca principal teoretician rasist al Partidului Nazist, Alfred Rosenberg a supervizat construirea unei „scări” rasiale umane care să justifice politicile rasiale și etnice ale lui Hitler. Rosenberg a promovat teoria nordică⁠(d), care îi considera pe nordici⁠(d) ca „rasa magistrală”, superioară tuturor celorlalte, inclusiv altor arieni (indo-europeni). Rosenberg a extras termenul rasial Untermensch din titlul cărții klansmanului Lothrop Stoddard⁠(d) din 1922, The Revolt Against Civilization: The Menace of the Under-man („Revolta împotriva civilizației: amenințarea subomului”). Apoi a fost adoptat de naziști din versiunea germană Der Kulturumsturz: Die Drohung des Untermenschen (1925). Rosenberg a fost principalul nazist care a atribuit conceptul de „subom” est-european lui Stoddard. Susținător al legilor americane privind imigrația care favorizau nordul Europei, Stoddard a scris în primul rând despre presupusele pericole pe care le ridică popoarele „de culoare⁠(d)” civilizației albe și a scris The Rising Tide of Color Against White World-Supremacy⁠(d) în 1920.  Când propunea un sistem restrictiv de intrare în Germania în 1925, Hitler scria despre admirația sa față de legile americane de imigrare: „Uniunea Americană refuză categoric imigrarea elementelor nesănătoase din punct de vedere fizic și exclude pur și simplu imigrația anumitor rase”.
Laudele germanilor pentru rasismul instituțional din America, găsite anterior în Mein Kampf al lui Hitler, a continuat la începutul anilor 1930, iar militanții nazisti susțineau folosirea modelelor americane. Legislația SUA bazată pe rasă și legile anti-miscegenare au inspirat direct principalele două legi rasiale de la Nürnberg ale naziștilor — legea cetățeniei și legea sângelui.  Pentru a conserva rasa ariană sau nordică⁠(d), naziștii au introdus legile de la Nürnberg în 1935, prin care interziceau relații sexuale și căsătorii între germani și evrei, iar mai târziu între germani și romi sau slavi. Naziștii au folosit teoria moștenirii mendeliene pentru a susține că trăsăturile sociale erau înnăscute, susținând că există o natură rasială asociată cu anumite trăsături generale, cum ar fi inventivitatea sau comportamentul criminal.
Potrivit raportului anual al serviciului de informații interne al Germaniei, Oficiul Federal pentru Protecția Constituției⁠(d), la momentul respectiv, 26.000 de extremiști de dreapta trăiau în Germania, inclusiv 6000 de neo-naziști.

### Rusia
Organizațiile neo-naziste care îmbrățișează ideologia alb-supremațistă sunt prezente în multe țări ale lumii. În 2007, s-a afirmat că neo-naziștii ruși reprezintă „jumătate din totalul mondial”.

### Ucraina
În iunie 2015, reprezentantul democrat John Conyers⁠(d) și colegul său republican Ted Yoho⁠(d) au oferit amendamente bipartizane pentru a bloca pregătirea militară americană a Batalionului Azov din Ucraina — pe care l-au numit „miliție paramilitară neo-nazistă”.  Unii membri ai batalionului sunt alb-supremațiști pe față.

## Utilizarea academică a termenului
Termenul de supremație albă este folosit în unele studii academice ale puterii rasiale pentru a desemna un sistem de rasism⁠(d) structural sau social⁠(d) care îi privilegiază pe albi față de ceilalți, indiferent de prezența sau absența urii rasiale. Avantajele rasiale ale albilor apar atât la nivel colectiv cât și la nivel individual (ceteris paribus, adică atunci când sunt comparate persoane care nu diferă semnificativ decât prin etnie). Cercetătorul juridic Frances Lee Ansley explică această definiție după cum urmează: 
„Prin „supremație albă” nu mă refer doar la rasismul autoasumat al grupurilor de ură alb-supremațiste. Mă refer la un sistem politic, economic și cultural în care albii controlează disproporționat puterea și resursele materiale, în care ideile conștiente și inconștiente de superioritate si drepturi superioare ale albilor sunt răspândite, și în care relațiile de dominație a albilor și supunere a nealbilor sunt reîntrupate zilnic într-o gamă largă de instituții și contexte sociale.”
 Definiții similare au fost adoptate sau propuse și de Charles Mills, Bell Hooks⁠(d), David Gillborn⁠(d), Jessie Daniels, și Neely Fuller Jr, și sunt utilizate pe scară largă în teoria rasială critică⁠(d) și în feminismul intersecțional. Unii educatori antirasiști⁠(d), cum ar fi Betita Martinez și workshopul Challenging White Supremacy, utilizează și ele termenul în acest mod. Termenul exprimă continuitățile istorice între o epocă dinaintea mișcării pentru drepturi civile⁠(d) și structura actuală a puterii rasiale din Statelor Unite. Ea exprimă, de asemenea, impactul visceral al rasismului structural prin intermediul limbajului „provocator și brutal”, care caracterizează rasismul, ca fiind „nefast, global, sistemic și constant”. Utilizatorii termenului din mediul academic îl preferă uneori celui de rasism, deoarece permite să se facă distincția între sentimentele rasiste și avantajul sau privilegiile⁠(d) rasei albe.
Creșterea recentă de popularitate în rândul activiștilor de stânga a fost caracterizată de unii ca fiind contraproductivă. John McWhorter⁠(d), specialist în limbaj și relații rasiale, și-a descris folosirea ca îndepărtându-se de sensul său general acceptat de a cuprinde chestiuni mai puțin extreme, reducând astfel termenul și, eventual, deranjând discuțiile productive. Cronicarul politic Kevin Drum⁠(d) pune popularitatea crescândă a termenului pe seama folosirii lui frecvente de către Ta-Nehisi Coates, descriindu-l ca fiind „o nebunie teribilă” care nu reușește să transmită nuanțe.  El susține că termenul ar trebui rezervat celor care încearcă să promoveze ideea că albii sunt în mod inerent superiori negrilor și că nu ar trebui folosit pentru a caracteriza credințe sau acțiuni mai puțin evident rasiste. Utilizarea definiției academice a supremației albe a fost criticată de Conor Friedersdorf pentru confuzia pe care o creează publicului larg, în măsura în care diferă de definiția mai largă de dicționar; el susține că este probabil să-i înstrăineze pe cei pe care speră să îi convingă.

## Ideologii și mișcări
Suporterii nordicismului⁠(d) consideră că „popoarele nordice” sunt o rasă superioară.  La începutul secolului al XIX-lea, supremația albă a fost atașată teoriilor emergente ale ierarhiei rasiale.  Filosoful german Arthur Schopenhauer atribuia primatul cultural rasei albe: 
„Cea mai înaltă civilizație și cultură, în afara hindușilor și egiptenilor antici, se găsesc exclusiv în rândul raselor albe; și chiar la multe popoare de culoare, casta conducătoare este de culoare mai deschisă decât restul și, deci, a imigrat evident, de exemplu, brahmanii, incașii, și conducătorii Insulelor din Marea Sudului. Toate acestea se datorează faptului că necesitatea este mama invenției deoarece aceste triburi care au emigrat timpuriu spre nord, și acolo au devenit treptat mai albe, a trebuit să-și dezvolte toate puterile intelectuale și să inventeze și să perfecționeze toate artele în lupta lor cu nevoia, sărăcia și mizeria, care în multele lor forme au fost aduse de climă.”

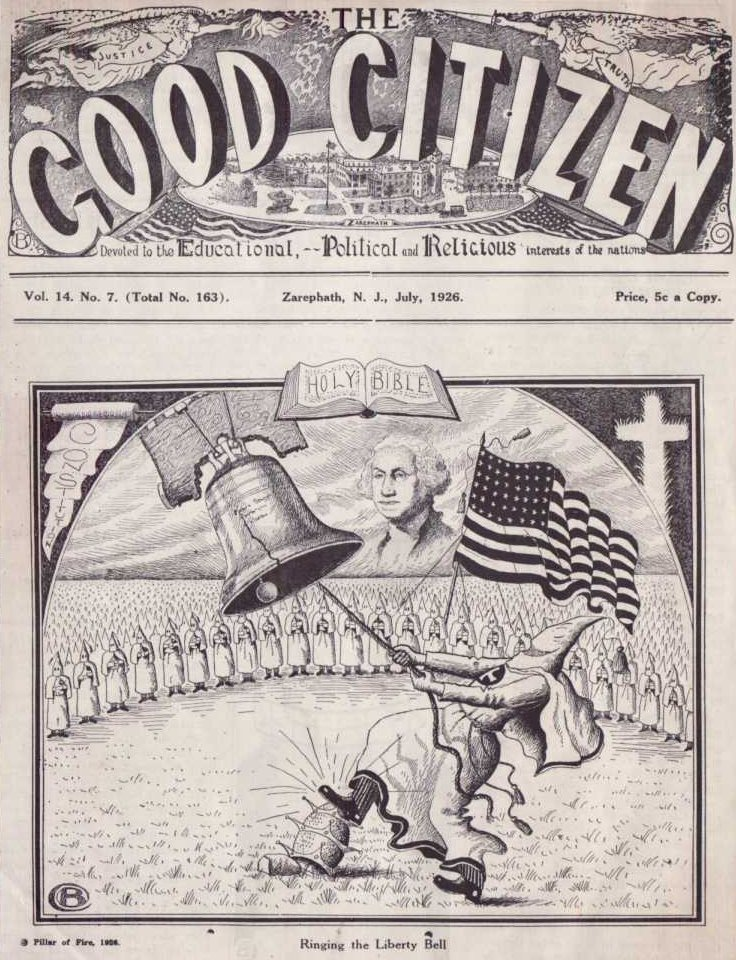
' 1926, publicat de

Eugenistul Madison Grant⁠(d) susținea în cartea sa din 1916, The Passing of the Great Race⁠(d), că rasa nordică este responsabilă de cele mai multe realizări ale omenirii, iar amestecul⁠(d) ei cu altele ar fi „sinucidere rasială”. În această carte, europenii care nu sunt de origine germanică, dar au caracteristici nordice, cum ar fi părul blond/roșcat și ochii albaștri/verzi/cenușii, erau considerați a fi un amestec de nordici și potriviți pentru arianizare.

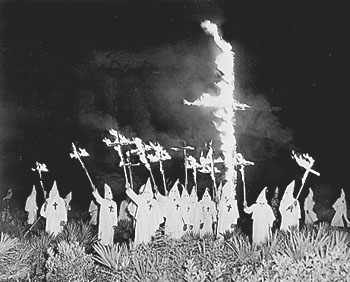
Membrii celui de-al doilea Ku Klux Klan la un miting în 1923.

În Statele Unite, Ku Klux Klan (KKK) este grupul cel mai adesea asociat cu mișcarea alb-supremațistă. Multe grupuri alb-supremațiste se bazează pe conceptul de păstrare a purității genetice și nu se concentrează doar pe discriminarea bazată pe culoarea pielii. Motivele KKK de a sprijini segregarea rasială nu se bazează în primul rând pe idealurile religioase, unele grupuri ale Klanului fiind deschis protestante. KKK și alte grupuri alb-supremațiste precum Aryan Nation, The Order și Partidul Patrioților Albi⁠(d) sunt considerate antisemite⁠(d). 
Germania Nazistă a promulgat supremația albă pe baza convingerii că rasa ariană, sau germanii, sunt rasa magistrală. Ea a fost combinată cu un program de eugenie care viza igiena rasială prin sterilizarea obligatorie a persoanelor bolnave și exterminarea Untermenschenilor („suboamenilor”): slavii⁠(d), evreii și romii, care a culminat, în cele din urmă, cu Holocaustul.
Identitatea creștină este o altă mișcare strâns legată de supremația albă. Unii alb-supremațiști se identifică drept odiniști⁠(d), deși mulți odiniști resping supremația albă. Unele grupuri alb-supremațiste, cum ar fi Boeremagul sud-african, confundă elemente ale creștinismului și ale odinismului. Creativitatea (cunoscută anterior ca „Biserica Mondială a Creatorului”) este atee și denunță creștinismul și alte religii teiste. În afară de aceasta, ideologia sa este similară cu cea a multor grupuri de identitate creștină, deoarece crede în teoria conspirației antisemite conform căreia ar exista o „conspirație evreiască” care controlează guvernele, industria bancară și mass-media. Matthew F. Hale, fondatorul Bisericii Mondiale a Creatorului, a publicat articole care afirmă că toate rasele, altele decât cea albă, sunt „rase de noroi”, învățătură propovăduită de religia grupării.
Ideologia alb-supremațistă a devenit asociată cu o fracțiune rasistă a subculturii skinhead, în ciuda faptului că, atunci când cultura skinheads s-a dezvoltat pentru prima dată în Regatul Unit la sfârșitul anilor 1960, ea era puternic influențată de moda și muzica negrilor⁠(d), în special de reggae jamaican și ska, precum și de muzica soul afro-americană.
Activitățile de recrutare alb-supremațiste se desfășoară în principal la nivel local⁠(d), precum și pe Internet. Accesul pe scară largă la Internet a dus la o creștere drastică a site-urilor web alb-supremațiste.  Internetul oferă un loc de exprimare deschisă a ideilor alb-supremațiste, cu costuri sociale reduse⁠(d), deoarece persoanele care postează informațiile pot rămâne anonime.